# راشيل يانكي
راشيل يانكي (بالإنجليزية: Rachel Yankey)‏ (1 نوفمبر 1979 بلندن في المملكة المتحدة - ) هي لاعبة كرة قدم بريطانية في مركز الهجوم، شاركت في الألعاب الأولمبية الصيفية 2012. وشاركت مع Great Britain women's Olympic football team ‏ ومنتخب إنجلترا لكرة القدم للسيدات. أما مع النوادي، فقد لعبت مع برمنغهام سيتي ونادي أرسنال للسيدات ونادي أرسنال ونادي فولهام وFulham F.C. Women ‏ وNotts County Ladies F.C. ‏ وNew Jersey Wildcats ‏ وLaval Dynamites ‏ وBirmingham City W.F.C. ‏.

## وصلات خارجية
- راشيل يانكي على موقع الاتحاد الدولي (مؤرشف)  (الإنجليزية)
- راشيل يانكي على موقع الاتحاد الأوربي (الإنجليزية)
- راشيل يانكي على موقع قاعدة بيانات كرة القدم.إي يو (الإنجليزية)
- راشيل يانكي على موقع Soccerway.com (الإنجليزية)
- راشيل يانكي على موقع أوليمبيديا (الإنجليزية)
- راشيل يانكي على موقع اللجنة الأولمبية البريطانية (الإنجليزية)